# Fontana delle Tartarughe
La fontana delle Tartarughe è una fontana di Roma, che si trova nella piccola piazza Mattei, nel rione Sant'Angelo.
La piazza è adiacente all'isolato dei palazzi che appartenevano alla potente famiglia Mattei.

## Storia

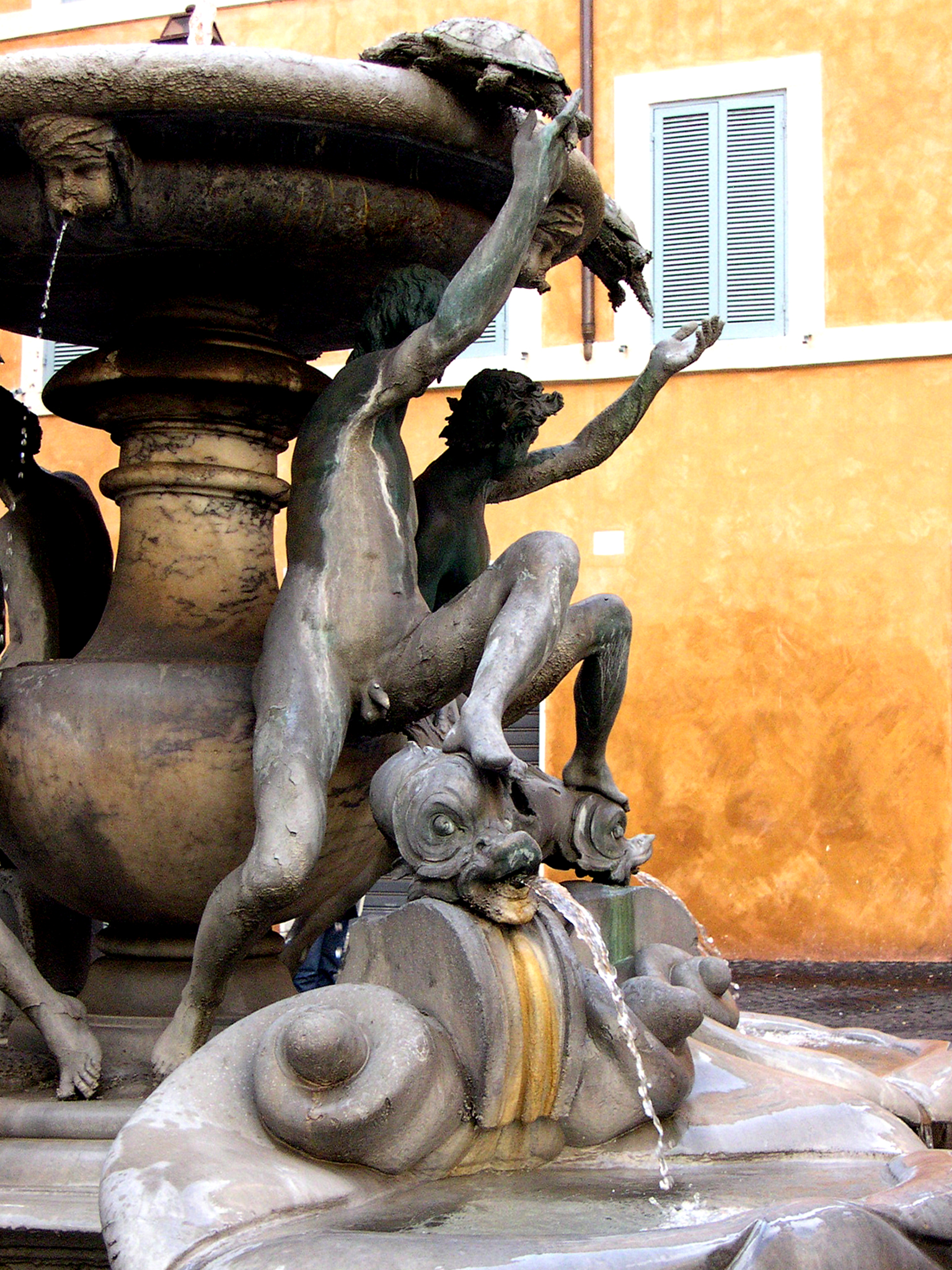
Gli efebi, le tartarughe, i putti, l'anfora centrale e i delfini

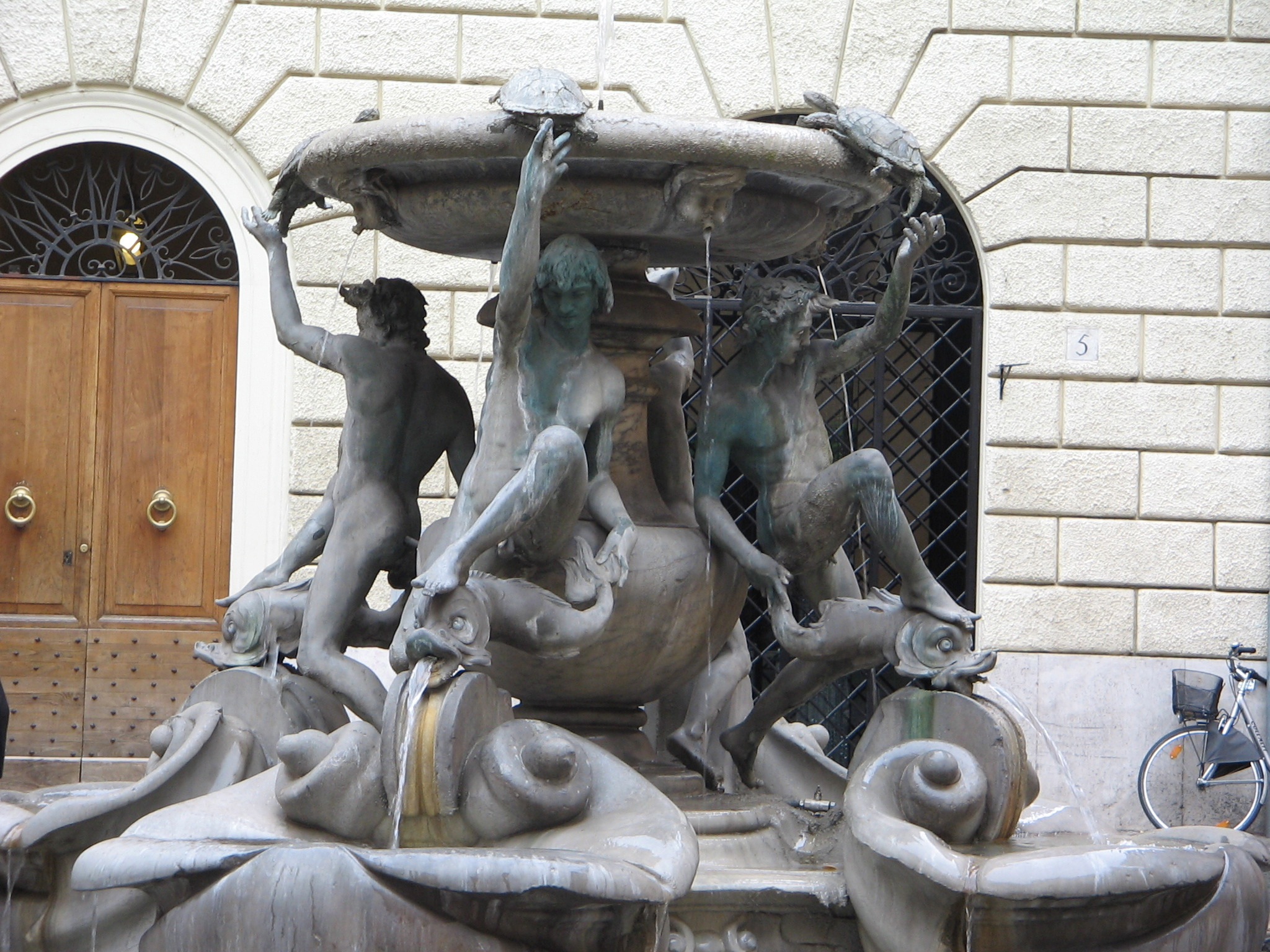
La fontana delle Tartarughe

Subito dopo il restauro dell'acquedotto dell'Aqua Virgo, terminato nel 1570, furono iniziati i lavori per una ramificazione sotterranea secondaria del condotto, in modo da raggiungere l'area dell'antico Campo Marzio, tra le zone più popolose di Roma. Venne di conseguenza progettata anche l'edificazione di un certo numero di fontane, una delle quali era stata prevista in piazza Giudia (ora scomparsa), sede di mercato, ma per le pressioni di Muzio Mattei venne invece costruita nella vicina piazza davanti al suo palazzo: in cambio la famiglia si impegnava a pavimentare la piazza e a tener pulita la fontana.
Fu costruita, su probabile progetto di Giacomo Della Porta, nel 1581, e i lavori furono condotti dallo scultore Taddeo Landini, che avrebbe dovuto realizzare quattro efebi e otto delfini, previsti prima in marmo e poi in bronzo. I lavori si conclusero nel 1588, e quattro dei delfini previsti non furono messi in opera perché la pressione dell'acqua non consentiva l'elevazione prevista. Questi delfini furono poi utilizzati per la fontana della Terrina, allora posta in Campo de' Fiori e ora spostata in piazza della Chiesa Nuova.
La leggenda popolare narra che il duca Mattei, il cui palazzo si affaccia sulla piazza che alloggia la fontana, per stupire il futuro suocero (che non voleva concedergli la figlia in moglie), facesse realizzare in una sola notte la fontana. Il giorno successivo fece affacciare la promessa sposa con il padre alla finestra per ammirare l'opera. Quindi, perché nessun altro potesse più godere dello stesso spettacolo, il giovane duca fece murare la finestra, che così è arrivata a noi. Il punto debole della leggenda (oltre all'improbabile celerità della realizzazione) è che mentre la fontana è del 1581-88, il palazzo fu costruito più tardi, solo nel 1616.

## Descrizione
La fontana è costituita da una vasca quadrata con spigoli arrotondati, che ospita al centro un basamento con quattro conchiglie in marmo portasanta, che sorregge una specie di anfora la quale, a sua volta, sorregge un bacino rotondo in marmo africano bigio, con testine di putti sotto l'orlo, dalle cui bocche aperte deborda nella vasca l'acqua in eccesso. L'intera struttura poggiava su una base a gradini.
Alla struttura architettonica si aggiungono le sculture: i quattro efebi in bronzo disposti in pose uguali e simmetriche, poggiano il piede su dei delfini, di cui tengono in mano la coda e dalla cui bocca sgorga l'acqua che si raccoglie nelle conchiglie, mentre l'altro braccio degli efebi è sollevato sull'orlo della vasca.
Le tartarughe che gli efebi sembrano spingere ad abbeverarsi nella vasca superiore e che hanno dato il nome alla fontana furono aggiunte in un restauro del 1658 operato per volere di papa Alessandro VII, e sono attribuite a Gian Lorenzo Bernini o a Andrea Sacchi. Le modifiche apportate forse già in fase di prima realizzazione avevano infatti sortito, come effetto, che le mani degli efebi non riuscissero più a raggiungere il bordo del catino superiore: le quattro tartarughe servirono dunque a riempire i vuoti ingiustificati, che originariamente dovevano forse essere riempiti dai quattro delfini non utilizzati. In occasione dello stesso restauro venne eliminata la base a gradini, per aumentare, abbassandone il punto di fuoriuscita, la scarsa pressione dell'acqua. Il restauro è ricordato da un'iscrizione suddivisa su quattro cartigli in marmo, posti sui lati della vasca principale, tra le conchiglie. Il testo, letto di seguito, recita: "ALEXANDER VII / RESTAVRAVIT / ORNAVITQVE / ANNO PONTIFIC IV"

## Cronache

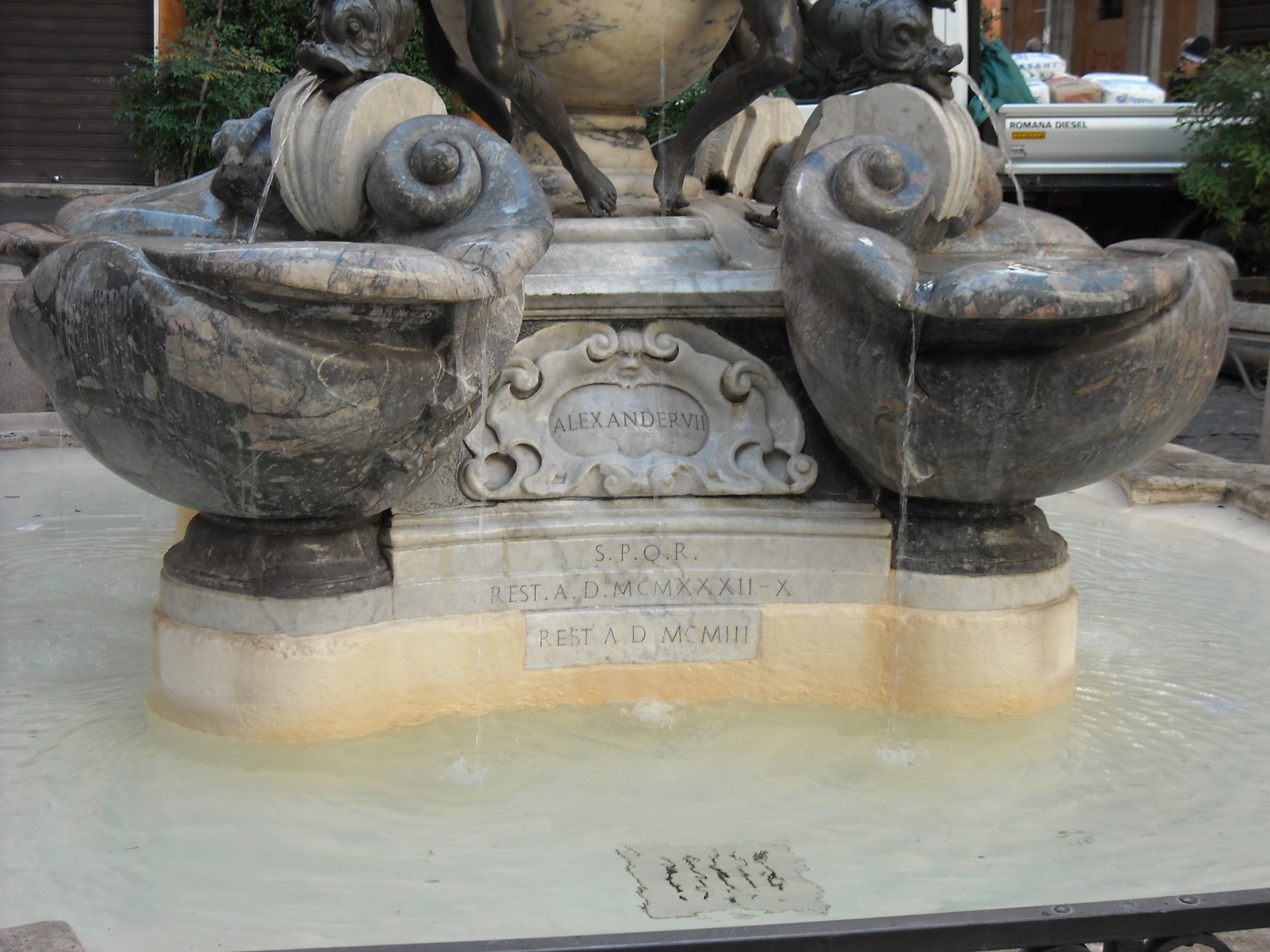
Particolare delle conchiglie, del primo dei quattro cartigli e delle iscrizioni dei restauri

Altri due restauri, a cura del Comune, sono ricordati in iscrizioni che portano le date del 1903 e del 1933. Successivamente la fontana è stata dotata di un impianto di depurazione dell'acqua per evitare i depositi calcarei che si formavano sulle statue e che hanno richiesto frequenti ripuliture. L'impianto di depurazione è stato sostituito nel 2003 e un restauro conservativo dei marmi e dei bronzi venne condotto ancora nel 2005-2006.
Le tartarughe furono soggette a vari furti. Nel 1944 vennero asportate (e poi ritrovate) tutte e quattro. Dopo l'ultimo furto del 1979 furono tolte e conservate nei Musei capitolini: quelle visibili attualmente sono tutte copie, che hanno rimpiazzato anche i tre originali superstiti.
Una copia della fontana in scala 1:1 è collocata nello Huntington Park di San Francisco. L'opera, fabbricata a Roma a inizio Novecento e acquistata da William ed Ethel Crocker per la loro villa, fu donata nel 1954 alla città di San Francisco dai loro 4 figli, e dall'amministrazione sistemata nel parco.